# Свингино (Ярославская область)
Свингино — относительно крупная деревня в Судоверфской сельской администрации Судоверфского сельского поселения Рыбинского района Ярославской области.
Деревня расположена на южном берегу Рыбинского водохранилища, на мысе, образовавшемся при заполнении водохранилища на месте бывшего правого берега реки Юга. Сейчас к востоку от Свингино небольшой залив Рыбинского водохранилища, с его противоположной стороны — центр поселения, посёлок Судоверфь. С севера — пролив, образовавшийся на месте долины реки Юга, за этим проливом находится Юршинский остров. В целом Судоверфь и Свингино лежат на двух обращенных к северу мысах полуострова, ограниченного с запада мелководным заливом с низкими, заболоченными и ненаселенными берегами, в настоящее время в этот залив впадает Юга. Восточный берег этого полуострова и его центр плотно заселены. Деревня в основном ориентирована вдоль следующей на юг по берегу залива, отделяющего деревню от Судоверфи, автомобильной дороги, связывающая деревню через микрорайон Переборы с городом Рыбинск. На этой дороге к югу от Свингино расположены деревни Якушево, Коржавино, Залужье, западнее дороги расположена деревня Новый посёлок. На топографических картах практически на южной окраине Свингино обозначена деревня Погорелка, которая в современных документах не значится. Можно предположить, что она слилась с Свингино. В окрестностях деревни находятся садовые товарищества. В деревне имеется пристань.
История деревни.
На плане Генерального межевания Рыбинского уезда конца XVIII века примерно на этом месте находится деревня Свиньина. Деревня Свиньина учинена была 15 ноября 1777 года.
В этом плане значится, что было в деревне 8 домов, проживало 25 душ населения. Площадь деревни вместе с пашнями, сенокосными полосами, гуменниками, конопляниками, да просёлочными дорогами составляла 31 десятину 18 саженей земли.
На 1 января 2007 года в деревне числилось 409 постоянных жителей. Почтовое отделение, расположенное в Судоверфи, обслуживает в деревне 73 дома, улицы не именуются.
Деревня Свингино – фактически одна из точек роста в Ярославской области:
За период с 2014 по 2019 годы в районе деревни построены десятки новых коттеджей.  
С 15.06.2016 зарегистрировано Дачное Некоммерческое Партнерство «Морской бриз» (http://morskoybreez.ru/).  ДНП планирует продать в районе деревень Свингино, Большой Дор, Якушево (Судоверфское сельское поселение) более двухсот участков под индивидуальное строительство. Фактически это - инвестиции, создание рабочих мест в строительстве, в обслуживании жилья и жителей. Более миллиарда рублей будет вложено в экономику региона. 
С 05.06.2017 в деревне начал работу кабельный завод «Ярославский кабель» ООО (https://yarcable.ru/). За период по 2020 год завод выпустил продукции на сотни миллионов рублей. 
В деревне работают два деревообрабатывающих предприятия. Мастерская Валентина Фарафонова (https://masterskaya-valentina-farafonova.blizko.ru/about). Несколько рыбопромысловых артелей. Жители активно занимаются сельским хозяйством.
Окрестности Свингино привлекают ежегодно десятки тысяч туристов не только из Рыбинска, но и со всей России. Чистые пляжи, сосновые леса, прекрасная рыбалка. Спортивные мероприятия российского масштаба. Байк-шоу. Праздники и фестивали. Исторические реликвии.
Для любителей водных видов спорта несколько лет назад был создан центр водных видов спорта «WindSurf76». Серфстанция Windsurf76 была открыта в 2010 году как клуб, члены которого не могут жить без воды, ветра и волн. Клуб находится в пос.Свингино, Рыбинского района, Ярославской обл. на берегу Рыбинского водохранилища в 10км от г. Рыбинска. Концепцией клуба является развитие виндсерфинга и других водных видов спорта на Рыбинском водохранилище. Как показывает практика, виндсерфинг - это не только спорт, но и масса положительных эмоций, адреналина и позитивного мышления. В 2020 году число активных членов клуба приближается к 100 человек. Серфстанция предлагает следующий ряд услуг: Прокат оборудования (Виндсерфинг, SUPбординг, каякинг). Услуги по обучению индивидуальными инструкторами. Есть возможность размещения на территории серфстанции в палатках . Пляж, беседка, волейбольная площадка.(http://windsurf76.ru/) 
Для паломников поставлен поклонный крест в память о разрушенном монастыре Югской Дорофеевой пустыни, к которому ежегодно собираются сотни верующих. Югская Дорофеева пустынь.